# Dölzschen
Dölzschen is een stadsdeel in het westen van de Duitse stad Dresden, in de deelstaat Saksen.
De oudste schriftelijke vermelding van het dorp Dölzschen stamt uit het jaar 1144. Dölzschen maakt sinds 1 juli 1945 deel uit van de stad Dresden. Dölzschen heeft weinig te lijden gehad onder de bombardementen van de Tweede Wereldoorlog en de dorpskern is behouden. Onder het stadsdeel loopt de Bundesautobahn 17 door de Dölzschener tunnel, die tussen 2000 en 2005 werd aangelegd.